# Castle Loch (Lochmaben)
Castle Loch es un loch eutrófico de poca profundidad con aproximadamente 100 hectáreas de superficie situado cerca de la localidad escocesa de Lochmaben. Se encuentra al oeste del Mochrum Loch y tiene 2 islotes. El Castillo de Lochmaben, que se encuentra en ruinas, se sitúa en el extremo sur del lago.

## Estudio
El lago fue inspeccionado en 1903 por James Murray y posteriormente cartografiado como parte del Estudio batimétrico de los lagos de agua dulce de Escocia de John Murray 1897-1909.

## Fauna y conservación
Castle Loch es un lugar importante para la invernada del ánsar piquicorto y de la serreta grande. Ha sido reconocido como un humedal de importancia internacional bajo la Convención de Ramsar ,  y ha sido designado como un sitio de especial interés científico.